# Unterreit
Unterreit ist eine Gemeinde und eine Siedlung im oberbayerischen Landkreis Mühldorf am Inn. Die Gemeinde ist Mitglied der Verwaltungsgemeinschaft Gars am Inn. Von 1818 bis 1971 war Elsbeth der Name der heutigen Gemeinde Unterreit.

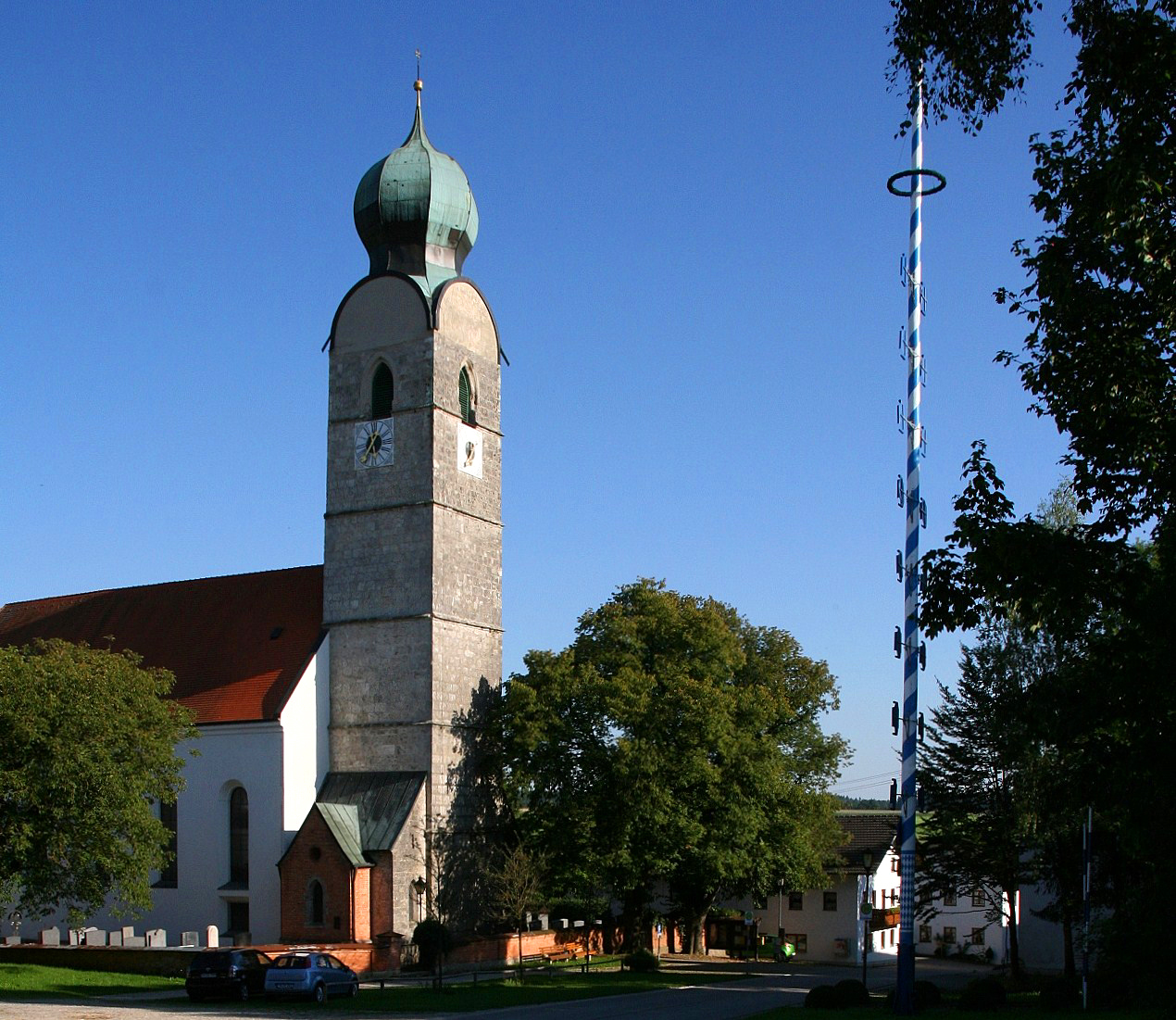
St. Andreas, Grünthal

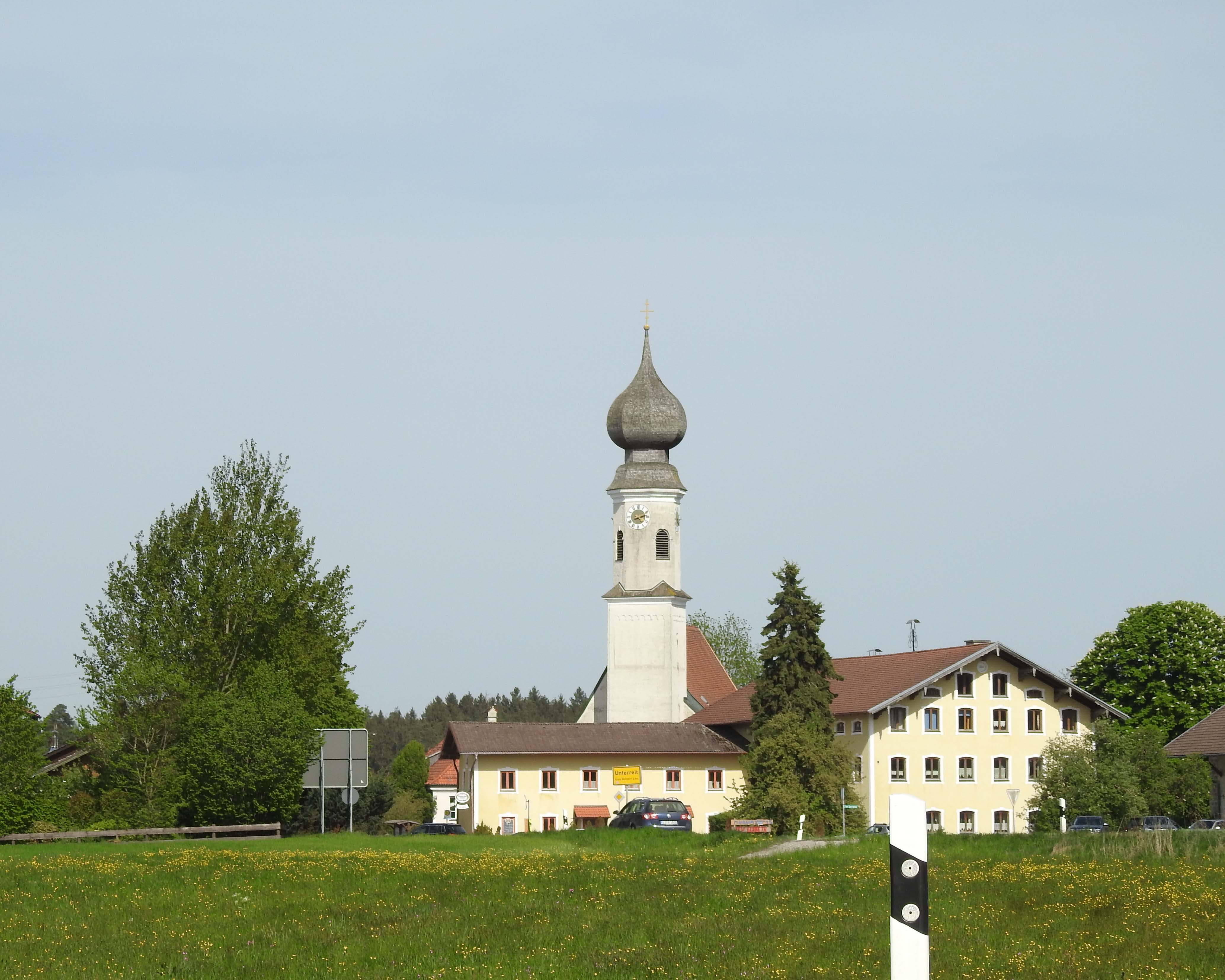
Unterreit von Westen

## Geografie
Die Gemeinde liegt in der Planungsregion Südostoberbayern, etwa 55 km östlich von München, überwiegend auf der rechten Seite des Inns.

### Gemeindegliederung
Es gibt 75 Gemeindeteile:
- Am Reith
- Amering
- Au im Wald
- Bach
- Bergen
- Bergmann
- Bernstatt
- Brandstätt
- Burgstall
- Dirnberg
- Eck
- Eckstall
- Ed
- Edenhub
- Eder
- Eichberg
- Einharting
- Elsbeth
- Ernst am Reith
- Furth
- Gmein
- Grub
- Gruber
- Grünthal
- Guggenhub
- Haimbuch
- Haslöd
- Hochleiten
- Hochreit
- Holling
- Holzgaden
- Hub
- Kaltenbach
- Kasten
- Keimelöd
- Kochöd
- Krötzing
- Kühnham
- Leinöd
- Lug
- Moos
- Oberreith
- Oberzarnham
- Pierach
- Plöck
- Raab am Zaun
- Reineck
- Reingrub
- Reit
- Roßruck
- Salzöd
- Schart
- Schatzöd
- Schatzwinkel
- Schick
- Schlichting
- Schmalzöd
- Schrottfurt
- Stadl
- Starzmann
- Steinbichl
- Tausend
- Traunhofen
- Traunthal
- Ullading
- Unterbierwang
- Unterreit
- Unterzarnham
- Wagenstatt
- Wang
- Waschpoint
- Weitfeld
- Westen
- Wettelsham
- Wimm

Gemarkungen sind Elsbeth, Grünthal, Wald und Wang.

## Geschichte

### Vor dem Gemeindezusammenschluss
Das Gebiet der heutigen Gemeinde Unterreit gehörte zum Rentamt Burghausen und zum Landgericht Kling des Kurfürstentums Bayern. Teile der heutigen Gemeinde (Elsbeth) lagen bis zu dessen Aufhebung im Jahr 1803 in der geschlossenen Hofmark Mittergars des Erzstifts Salzburg. Im Zuge der Verwaltungsreformen in Bayern entstand mit dem Gemeindeedikt von 1818 die Gemeinden Elsbeth, Grünthal und Wang (mit der am 22. November 1876 aufgenommenen Gemeinde Wald).

### Gemeindezusammenschluss
Am 1. April 1971 wurden die Gemeinden Elsbeth, Grünthal und Wang zur Gemeinde Unterreit (Unterreit war ein Gemeindeteil von Elsbeth) zusammengefasst. Unterreit leitet sich von einem im Mittelalter erwähnten Rodungsgebiet der Grafen von Kling ab. Als zentraler Ort wurde es zum Verwaltungssitz gewählt. Das heutige Gemeindezentrum mit Verwaltung, Bauhof und Feuerwehrgerätehaus wurde 1991 eingeweiht.

### Einwohnerentwicklung
Zwischen 1988 und 2018 wuchs die Gemeinde von 1402 auf 1692 Einwohner bzw. um 20,7 %.
- 1961: 1389 Einwohner
- 1970: 1385 Einwohner
- 1987: 1354 Einwohner
- 1991: 1453 Einwohner
- 1995: 1539 Einwohner
- 2000: 1623 Einwohner
- 2005: 1668 Einwohner
- 2010: 1705 Einwohner
- 2015: 1715 Einwohner

## Politik

### Gemeinderat
Zur Gemeinderatswahl 2020 trat nur eine Liste an, die zwölf Sitze erhielt.

### Bürgermeister
Erster Bürgermeister ist Christian Seidl (FWG).

### Wappen
|  | Blasonierung: „Geteilt von Silber und Grün, oben ein durchgehendes rotes Balkenkreuz, dessen Längsbalken mit einem silbernen Pfeil belegt ist, unten ein silbernes Andreaskreuz, das mit einer goldenen Rose mit rotem Butzen belegt ist.“ |
|  | |

## Kultur und Sehenswürdigkeiten
- Pfarrkirche St. Andreas in Grünthal[9]
- Wildfreizeitpark Oberreith[10] mit Waldseilgarten und 35 m hohem Aussichtsturm mit Seilrutsche Flying Fox[11]

## Wirtschaft und Infrastruktur

### Wirtschaft einschließlich Land- und Forstwirtschaft
2020 betrugen die Gemeindesteuereinnahmen 1.900.000 €, davon waren 727.000 € (netto) Gewerbesteuereinnahmen und 886.000 € Beteiligung an der Einkommensteuer.
2020 gab es in der Gemeinde 354 sozialversicherungspflichtige Arbeitsplätze. Von der Wohnbevölkerung standen 741 Personen in einem versicherungspflichtigen Beschäftigungsverhältnis. Damit war die Zahl der Auspendler um 387 Personen größer als die der Einpendler. 19 Einwohner waren arbeitslos. 2020 gab es 104 landwirtschaftliche Betriebe.

### Bildung
Am 1. März 2021 gab es eine Kindertageseinrichtung mit 66 Plätzen und 53 betreuten Kindern.